# José Ibáñez y Gassia
José Ibáñez y Gassia (Fuentes Claras, Aragón, 9 de febrero de 1728 - íd., 25 de julio de 1779) fue un inventor y escritor turolense. Pertenecía al linaje y casa de los Marqueses de la Cañada, siendo considerado por su cuna como Caballero Noble de Aragón. Fue nieto del Teniente General Ibáñez Cuevas, quien fuera nombrado primer Marques de la Cañada.
Alternó la administración de la hacienda familiar con sus vocaciones literarias y científicas. Fue socio de la Real Sociedad Económica Aragonesa de Amigos del País, trató en sus escritos de ciencias exactas y artes, dejando varias memorias de inventos y artefactos, además de una tragedia manuscrita, poesías y otros impresos literarios.
Fue autor de una veintena de obras literarias, algunas de ellas publicadas a sus expensas en imprentas madrileñas. Su obra más famosa fue la pieza teatral El valiente Eneas o Dido abandonada, publicada en 1757. También dejó varias memorias de inventos y artefactos, como el del molino harinero levantado en Used (Zaragoza). El 23 de junio de 1762 presentó una cédula a la Real Audiencia de Aragón, por la que se le concedió el privilegio exclusivo de uso de un carro de su invención por diez años. Sería una patente por la invención de la galera.

## Publicaciones
- Ibáñez sobre el Agua, carta joco-seria y medico critica, respondiendo por el mismo correo a un amigo matritense, quien le pidió una crisis sobre el papel de Don Vicente Pérez. Calatayudː En casa de Gabriel Aguirre, 1753; [32] 50 p.; 8.º Texto completo
- Ibañez en el theatro con la comedia nueva intitulada: El valiente Eneas, por otro titulo: Dido abandonada; Madrid: Impr. de la Viuda de Joseph de Orga, 1757; 32 p.; 4.º Texto completo
- Ibañez eligiendo lo mejor de diferentes Autores celebres Poetas. Las cinquenta meditaciones del Padre Balthasar Gracian de la Compañia de Jesus. Añadidas con cinquenta decimas que escrivió Don Joseph de Ibañez y Gassia, Caballero noble de Aragón. Tomo primero. En Madrid: En la Imprenta de Antonio Perez de Soto, 1757; 271 p.; 8.º mlla. Texto completo
- Ibañez en la Vía-Sacra, exortando a tan importante devocion, como seguir los passos de Christo Nuestro Bien, y proponiendo diferentes meditaciones, y afectos con que pueda hacerse facilmente el Santo Exercicio. Lo escrivió Don Joseph de Ibañez y Gassia. Madrid: En la imprenta de Antonio Perez del Soto, 1757; 175 p.; 8.º.
- Meditaciones para la sagrada comunión, aplicada a las principales Festividades del año, obra del célebre P. Baltasar Gracián, de la Compañia de Jesus, con las décimas respectivas con que las adornó D. José Ibañez. Madrid: En la Imprenta de Antonio Pérez del Soto, 1757; 260 p.; 8.º 15 cm.
- Ybañez. De enhorabuena a la Seraphica Religion, que le admitió en su Tercera Orden, a quien, como buen hijo, da el placeme del decreto pontificio, en el qual N.M.SS. P. Benedicto XIV, declara ser de la mano, y letra de la V. Madre Maria de Jesus de Agreda las obras intituladas: Mystica ciudad de Dios. Lo escriviò don Joseph de Ybañez y Gassia, Caballero Noble de Aragon. Madrid: En la Imprenta de la Viuda de Joseph de Orga, 1757; 22 p., port. y texto orl.; 4.º 20 cm. Texto completo
- Comedia nueva intituladaː Mal genio, y buen corazón. Barcelona: Carlos Gibert y Tutó, s.f.; 28 p.; 4.º ; 22 cm. Texto completo